# Giuseppe Amedeo Sallier de la Tour
Giuseppe Amedeo Sallier de la Tour marchese di Cordon (Chambery, 31 marzo 1732 – Torino, 23 marzo 1820) è stato un generale italiano, distintosi nel corso delle guerre napoleoniche durante la campagna d'Italia (1796-1797). Fu ministro plenipotenziario di re Vittorio Amedeo III durante le trattative con Napoleone Bonaparte per la firma dell'armistizio di Cherasco, da lui siglato in sua vece. Insignito del Collare dell'Ordine supremo della Santissima Annunziata.

## Biografia
Nacque a Chambery il 31 marzo 1732, figlio del marchese Giuseppe Francesco e di Giovanna Lucia Noyel de Bellegarde d'Entremonte, all'interno di una famiglia oriunda di Tournon nella Tarentasia.
Intraprese la carriera militare nell'Armata Sarda, assegnato alla cavalleria. Il 1 ottobre 1777 divenne luogotenente colonnello del Reggimento "Cavalleggeri di Sua Maestà", e il 1 gennaio 1784 venne promosso colonnello in seconda del Reggimento "Cavalleggeri di Sua Maestà".
Il 13 luglio 1784 è nominato colonnello comandante del Reggimento "Cavalleggeri di Sua Maestà", e il 2 aprile 1789 fu promosso al grado di brigadiere di cavalleria. Il 1 luglio 1790 divenne maggior generale di cavalleria, e dopo l'inizio della guerra con la Francia rivoluzionaria, nell’agosto del 1793 fu impegnato nella riconquista della Savoia.
Come comandante di un gruppo di forze prese Villard-Léger e quindi dopo aspro combattimento la ridotta di Mont-Rigord, inseguendo poi il nemico al comando di un reparto misto composto dalle seconde compagnie dei granatieri dei Reggimenti di "La Marina" e "di Moriana", la compagnia Cacciatori del Reggimento di Piemonte, e uno squadrone dei "Cavalleggeri di Sua Maestà".
Nella notte fra il 18 ed il 19 agosto, riconquistò Moûtiers e con i suoi soldati si spinse ad occupare il ponte di Aiguebelle.
Nell'ottobre 1793, comandante della retroguardia del Duca di Monferrato in Savoia, costituita dal Reggimento di Monferrato, dal Reggimento svizzero di Rockmondet, dai granatieri del Reggimento provinciale di Torino, e dai Granatieri Reali, schierata sul pianoro tra Bourg-Saint-Maurice e Saint-Germain resistette per molte ore agli attacchi nemici dando la possibilità al Duca di andare ad occupare senza correre alcun rischio le posizioni del Colle del Piccolo San Bernardo.
Il 14 maggio 1794 fu promosso luogotenente generale di cavalleria, e il 28 aprile 1796, come plenipotenziario del Regno di Sardegna, trattò con Napoleone Bonaparte l'armistizio di Cherasco a Palazzo Salmatoris.
Il 20 dicembre 1797, divenuto Cavaliere di gran croce dell'Ordine dei Santi Maurizio e Lazzaro e comandante del Reggimento dei "Cavalleggeri di Sua Maestà", viene nominato Governatore della Città e provincia di Novara, e il 4 luglio 1799, confermato dell'incarico di Governatore di Novara coll’aggiunta delle Province di Vercelli, Biella e Vigevano è insignito del titolo, grado ed anzianità di generale di cavalleria. Il  13 novembre 1799 Re Carlo Emanuele IV lo insignì del Collare dell'Ordine supremo della Santissima Annunziata.
Dopo la restaurazione, il 18 giugno fu nominato governatore della città e provincia di Alessandria e promosso maresciallo d'armata con il titolo di maresciallo di Savoia. 
Si spense a Torino il 23 marzo 1820, e la salma fu sepolta nella Certosa reale di Collegno.
Sposato dal 1772 con Adele Ducloz d’Ezery, vedova del barone Luigi Giuseppe Favier du Noyer, la coppia ebbe tre figli, Vittorio Amedeo (1773-1858), Gian Giuseppe Amedeo (1776-1800), e Vittorio Amedeo Giano (1778-1812).

### Annotazioni
1. ↑  Francesco Sallier de la Tour fu governatore di Asti, ambasciatore in Spagna, e Generale comandante del Ducato di Savoia.

### Fonti
1. 1 2 3 4 5  Ilari, Shama 2008, p. 449.
2. 1 2 3 4 5 6 7 8  Lo Faso di Serradifalco 2016, p. 399.
3. ↑  Ilari, Shama 2008, p. 450.